# Évariste Ndayishimiye
Évariste Ndayishimiye (Giheta, 17 giugno 1968) è un politico e militare burundese.
È il presidente della Repubblica del Burundi dal 2020 ed è stato il segretario del Consiglio Nazionale per la Difesa della Democrazia - Forze per la Difesa della Democrazia (CNDD-FDD). Il CNDD era un gruppo ribelle di etnia Hutu in Burundi, che poi si trasformò in un partito politico.

## Biografia
Évariste Ndayishimiye è nato nel comune di Giheta in provincia di Gitega, al centro del Burundi il 17 giugno 1968. Nel 1995, Ndayishimiye è uno dei pochi studenti hutu all'università del Burundi nel secondo anno della facoltà di diritto. Riuscì a sfuggire la minaccia di pulizia etnica contro gli studenti hutu condotta dagli studenti tutsi. Entrò così tra i primi a raggiungere l'opposizione armata delle Forces de défense de la démocratie (FDD), nate in seguito all'assassinio del presidente hutu Melchior Ndadaye. Parte dei suoi familiari vennero comunque uccisi.
Per un decennio Évariste Ndayishimiye è  comandante in diverse regioni fino a raggiungere la vetta della gerarchia militare. Alla fine della guerra è presidente dell'ufficio incaricato della pianificazione della politica della lotta.
Gli accordi d'Arusha, stipulati nel 2000, porgono progressivamente fine alla guerra civile e le FDD accettano di sottoscriverle alla fine del 2002 rinunciando così alla clandestinità armata. Nel 2005, Évariste Ndayishimiye viene nominato dal nuovo presidente Pierre Nkurunziza capo di stato maggiore aggiunto del nuovo esercito nazionale col rango di generale. In seguito, dal 2006 al 2007, viene nominato ministro dell'interno e della sicurezza pubblica. Ndayishimiye diventa poi capo del gabinetto militare alla presidenza, incarico che occupa fino al  2014 per prendere l'anno seguente la testa del gabinetto civile del presidente Pierre Nkurunziza. Nell'agosto 2016, viene eletto segretario generale del CNDD-FDD sostituendo Pascal Nyabenda.
Dal 2009 Ndayishimiye dirige il Comitato olimpico del Burundi e dal 2005 è considerato uno degli uomini politici più influenti del suo paese.
Nell’agosto 2024, in un rapporto Amnesty International ha denunciato atti di “intimidazione, molestie, arresti e detenzioni arbitrari” contro attivisti, giornalisti e altri dal governo di Évariste Ndayishimiye.